# Fernando Salas
Fernando Salas (Huatabampo, 30 maggio 1985) è un giocatore di baseball messicano, lanciatore di rilievo per gli Acereros de Monclova della Liga Mexicana de Béisbol.

## Minor League (MiLB)
Salas firmò il 5 aprile 2007 come free agent non scelto nel draft con i St. Louis Cardinals. Nello stesso anno iniziò a livello AAA con i Saraperos de Saltillo della Mexican League, chiudendo con nessuna vittoria o sconfitta, 2.08 di ERA e .304 alla battuta contro di lui in 14 partite di cui una da partente (17.1 inning). Nel 2006 giocò sempre con i Saraperos finendo con 8 vittorie e 2 sconfitte, nessuna salvezza su 2 opportunità, 3.02 di ERA e .231 alla battuta contro di lui in 29 partite di cui una da partente (47.2 inning).
Nel 2007 giocò con due squadre finendo con 2 vittorie e 3 sconfitte, nessuna salvezza su una opportunità 5.36 di ERA e .272 alla battuta contro di lui in 19 partite di cui 4 da partente (42.0). Nel 2008 giocò a livello AA con i Springfield Cardinals della Texas League "TEX" finendo con 7 vittorie e 3 sconfitte, 25 salvezze su 34 opportunità, 3.65 di ERA, .236 alla battuta contro di lui in 60 partite (74.0 inning).
Nel 2009 giocò con tre squadre finendo con 4 vittorie e 2 sconfitte, nessuna salvezza su una opportunità, 3.43 di ERA e .222 alla battuta contro di lui in 35 partite (39.1 inning). Il 26 gennaio 2010 venne invitato a giocare la pre-stagione con i St. Louis Cardinals. Giocò a livello AAA con i Memphis Redbirds della Pacific Coast League finendo con una vittoria e nessuna sconfitta, 19 salvezze su 19 opportunità, 3.79 di ERA e .208 alla battuta contro di lui in 34 partite (35.2 inning).
Nel 2011 sempre con i Redbirds chiuse con nessuna vittoria e nessuna sconfitta, 2 salvezze su 2 opportunità, 0.00 di ERA e .222 alla battuta contro di lui in 3 partite (3.0 inning). Nel 2012 terminò con una vittoria e nessuna sconfitta, una salvezza su una opportunità, 9.00 di ERA e .353 alla battuta contro di lui in 4 partite (4.0 inning).
Nel 2013 sempre con i Redbirds chiuse con unavittoria e due sconfitte, 12 salvezze su 13 opportunità, 1.90 di ERA e .181 alla battuta contro di lui in 22 partite (23.2 inning). Nel 2014 giocò con due squadre terminando con nessuna vittoria e nessuna sconfitta, una salvezza su una opportunità, 0.00 di ERA e .154 alla battuta contro di lui in 4 partite (3.2 inning).

## Major League (MLB)

### St. Louis Cardinals (2010-2013)
Promosso in prima squadra il 27 maggio 2010, Salas debuttò nella MLB il 28 maggio al Wrigley Field di Chicago, contro i Chicago Cubs. Il 29 dello stesso mese venne opzionato ai Memphis Redbirds nelle minor, l'8 giugno venne richiamato, per poi esser opzionato il 25. Il 29 venne richiamato per la seconda volta, mentre il 2 luglio ritornò a giocare con i Redbirds. Il 19 dello stesso mese tornò a giocare con i Cardinals, il 28 di nuovo nelle minor. Il 4 agosto nuova promozione, il 15 nuova retrocessione. Il 24 definitivamente venne richiamato. Chiuse la sua prima stagione da professionista con nessuna vittoria o sconfitta, nessuna salvezza su una opportunità, 3.52 di ERA, .241 alla battuta contro di lui in 27 partite (30.2 inning). Il 28 marzo 2011 venne opzionato nei Redbirds, il 13 aprile venne richiamato in prima squadra. Finì con 5 vittorie e 6 sconfitte, 24 salvezze su 30 opportunità, 2.28 di ERA, .186 alla battuta contro di lui in 68 partite (75.0 inning). 
Il 26 maggio 2012 venne opzionato nelle minor, il 7 giugno ritornò in MLB. Finì con una vittoria e 4 sconfitte, nessuna salvezza su 3 opportunità, 4.30 di ERA, .251 alla battuta contro di lui in 65 partite (58.2 inning). Il 26 giugno 2013 venne opzionato, il 19 luglio rientrò in prima squadra. Il 30 luglio venne nuovamente opzionato, il 27 agosto venne richiamato. Chiuse con nessuna vittoria e 3 sconfitte, nessuna salvezza su 2 opportunità, 4.50 di ERA, .255 alla battuta contro di lui in 27 partite (28.0 inning).
Il 3 ottobre venne riassegnato nelle minor. Il 22 novembre venne ceduto insieme al terza base David Freese ai Los Angeles Angels of Anaheim per l'esterno centrale Peter Bourjos e l'esterno destro Randal Grichuk.

### Los Angeles Angels of Anaheim (2014-2016)
Il 15 giugno 2014 venne inserito nella lista degli infortunati (15 giorni) per una infiammazione alla spalla destra. Il 4 luglio venne mandato per la reabilitazione agli Inland Empire 66ers della California League "CAL". Il 3 agosto ritornò a giocare in MLB. Finì con 5 vittorie e nessuna sconfitta, nessuna salvezza su una opportunità, 3.38 di ERA, .228 alla battuta contro di lui in 57 partite (58.2 inning). Il 16 gennaio 2015 firmò un annuale per 1,37 milioni di dollari. Finì con 5 vittorie e 2 sconfitte, nessuna salvezza su 2 opportunità, 4.24 di ERA, .249 alla battuta contro di lui in 72 partite (63.2 inning). 
Il 14 gennaio 2016 firmò un annuale in arbitrariato per 2,4 milioni di dollari. Il 3 agosto 2016 venne ceduto ai New York Mets per il lanciatore destro Erik Manoah. Chiuse con gli Angels con 3 vittorie e 6 sconfitte, 6 salvezza su 11 opportunità, 4.47 di ERA, .248 alla battuta contro di lui in 58 partite (56.1 inning).

### New York Mets (2016-2017)
Nel 2016 finì con nessuna vittoria e una sconfitta, nessuna salvezza su nessuna opportunità, 2.08 di ERA e .177 alla battuta contro di lui in 75 partite (73.2 inning), lanciando prevalentemente una four-seam fastball con una media di 91,25 mph. Il 3 novembre divenne free agent.
Il 15 febbraio 2017 firmò un annuale per 3 milioni di dollari. Dopo una prima parte di stagione nettamente sottotono (6.00 di ERA), il 15 agosto venne tagliato dalla rosa dei Mets.

### Los Angeles Angeles (2017)
Tornato free agent, il 19 agosto 2017 firmò con i Los Angeles Angels. Dopo un breve periodo nelle minor, il 31 agosto venne chiamato in prima squadra e il 4 settembre, in casa degli Oakland Athletics, ottenne la prima vittoria della sua seconda fase di carriera con gli Angels.

### Arizona Diamondbacks (2018)
Il 22 gennaio 2018, Salas firmò un contratto di minor league con gli Arizona Diamondbacks. È stato svincolato dalla franchigia l'11 agosto.

### Mexican Pacific League, Liga Mexicana e ritorno nella Major League (2019-)
Salas firmò il 30 dicembre 2018 con i Naranjeros de Hermosillo della Mexican Pacific League, una lega indipendente messicana. Il 3 aprile 2019 passò agli Acereros de Monclova, della Liga Mexicana de Béisbol, squadra con cui restò fino all'8 giugno. Il 13 giugno, firmò un contratto di minor league con i Philadelphia Phillies, riuscendo a tornare nella major league. Il 30 settembre venne svincolato dalla squadra. Il 28 febbraio 2020, firmò nuovamente con gli Acereros de Monclova della liga mexicana.

## Palmarès
- World Series: 1

St. Louis Cardinals: 2011